# Victor Hugo Santana Carvalho
Victor Hugo Santana Carvalho (São Paulo, 24 maart 1998) – bekend als Vitinho – is een Braziliaans voetballer die bij voorkeur als aanvallende middenvelder speelt. Hij wordt door Palmeiras verhuurd aan FC Barcelona B.

## Clubcarrière
Vitinho sloot zich in 2011 aan in de jeugdopleiding van Palmeiras. Op 22 juni 2016 debuteerde hij in de Braziliaanse Série A tegen Atlético Mineiro. Hij viel na 78 minuten in voor Cleiton Xavier. De wedstrijd was toen al beslist na twee treffers van Gabriel Jesus. Op 10 juli 2017 werd bekend dat FC Barcelona hem één jaar huurt om hem te gebruiken in het tweede elftal, dat gepromoveerd is naar de Segunda División. Op 19 augustus 2017 debuteerde hij in de Segunda División tegen Real Valladolid.